# Javier Marín Acatitla
Javier Marín Acatitla, apodado Manos Locas, (1966 - 27 de noviembre de 2023) fue un pelotari mexicano.

## Carrera deportiva
Durante el Campeonato del Mundo de Pelota Vasca de 1994 logró la medalla de plata en mano individual. Durante el Campeonato del Mundo de Pelota Vasca de 2002 ganó la medalla de plata en la especialidad de mano individual trinquete, junto a Heriberto López Molotla. Durante el Campeonato del Mundo de Pelota Vasca de 2006 logró la medalla de plata en mano individual. 